# LSZ-Reduktionsformel
Die LSZ-Reduktionsformel (nach ihren Entdeckern, den deutschen Physikern Harry Lehmann, Kurt Symanzik und Wolfhart Zimmermann) ist eine Methode, die S-Matrix-Elemente der Streuamplitude aus den zeitgeordneten Korrelationsfunktionen einer Quantenfeldtheorie zu berechnen. Sie ist ein Zwischenschritt bei der Vorhersage von Messergebnissen aus der Lagrangefunktion der Theorie.
Die Reduktionsformel lautet schematisch
{\displaystyle \langle o|S|i\rangle =S_{o,i}=\Gamma _{o,i}.}
Hier ist {\displaystyle S} die S-Matrix. Deren Matrixelemente {\displaystyle S_{o,i}} sind die Streuamplituden, die Indizes {\displaystyle i} und {\displaystyle o} bezeichnen die ein- oder auslaufenden Teilchen.
Die Reduktionsformel besagt, dass die Streuamplituden gegeben sind durch die entsprechenden Vertexfunktionen {\displaystyle \Gamma _{o,i}}.
Oft wird die rechte Seite der LSZ-Formel geschrieben als eine Korrelationsfunktion von Feldern, von welcher dann explizit noch die äußeren Propagatoren abgeschnitten werden. Diese äußeren Propagatoren beinhalten die exakte Selbstenergie und stehen für die ein- und auslaufenden Teilchen. Das Abschneiden der Propagatoren führt auf die (nicht 1-Teilchen-irreduzible) Vertexfunktion.
Eine formale Herleitung der LSZ-Formel mit Operatoren und Zuständen im Fock-Raum ist etwas umständlich. Eine Alternative hierzu ist eine Herleitung im Rahmen der Pfadintegral-Darstellung der Quantenfeldtheorie.